# Championnat des Antilles néerlandaises de football 2000-2001
Navigation
Saison 1997 Saison suivante
La saison 2000-2001 du Championnat des Antilles néerlandaises de football est la trente-septième édition de la Kopa Antiano, le championnat des Antilles néerlandaises. Les deux meilleures équipes de Curaçao et le représentant de Bonaire se rencontrent lors d'un tournoi inter-îles. 
C'est le champion de Curaçao, le CRKSV Jong Colombia qui remporte la compétition après avoir battu en finale le représentant de Bonaire, le SV Juventus. Il s’agit du onzième titre de champion des Antilles néerlandaises de l’histoire du club.

## Compétition
Le barème utilisé pour établir les différents classements est le suivant :
- Victoire : 3 points
- Match nul : 1 point
- Défaite : 0 point

### Championnat de Curaçao

#### Phase régulière
| Rang | Équipe                    | Pts | J  | G  | N | P  | Bp | Bc | Diff |
| ---- | ------------------------- | --- | -- | -- | - | -- | -- | -- | ---- |
| 1    | RKVFC Sithoc              | 40  | 18 | 12 | 4 | 2  | 25 | 10 | +15  |
| 2    | CRKSV Jong Colombia       | 39  | 18 | 12 | 3 | 3  | 32 | 12 | +20  |
| 3    | UD Banda Abou             | 34  | 18 | 10 | 4 | 4  | 41 | 15 | +26  |
| 4    | CSD Barber                | 29  | 18 | 8  | 5 | 5  | 22 | 16 | +6   |
| 5    | CRKSV Jong HollandT       | 25  | 18 | 6  | 7 | 5  | 12 | 10 | +2   |
| 6    | SV Hubentut Fortuna       | 21  | 18 | 5  | 6 | 7  | 9  | 16 | -7   |
| 7    | Deportivo Santa Cruz      | 16  | 18 | 4  | 4 | 10 | 19 | 29 | -10  |
| 8    | SV Victory Boys           | 16  | 18 | 4  | 4 | 10 | 18 | 34 | -16  |
| 9    | RKSV Centro Dominguito    | 15  | 18 | 3  | 6 | 9  | 16 | 36 | -20  |
| 10   | Sport Unie Brion-Trappers | 12  | 18 | 3  | 3 | 12 | 12 | 28 | -16  |

|  | Qualification pour le Kaya 6                     |
|  | Participation au barrage de promotion-relégation |
|  | T : Tenant du titre                              |

#### Kaya 6
| Rang | Équipe              | Pts | J | G | N | P | Bp | Bc | Diff |  | Résultats (▼ dom., ► ext.) | Ban | JCo | Bar | Sit | Hub | JHo |
| ---- | ------------------- | --- | - | - | - | - | -- | -- | ---- |  | -------------------------- | --- | --- | --- | --- | --- | --- |
| 1    | UD Banda Abou       | 13  | 5 | 4 | 1 | 0 | 12 | 4  | +8   |  | UD Banda Abou              |     |     |     |     | 5-1 | 2-0 |
| 2    | CRKSV Jong Colombia | 9   | 5 | 2 | 3 | 0 | 5  | 3  | +2   |  | CRKSV Jong Colombia        | 1-1 |     |     |     |     | 0-0 |
| 3    | CSD Barber          | 8   | 5 | 2 | 2 | 1 | 4  | 3  | +1   |  | CSD Barber                 | 0-1 | 1-1 |     | 1-0 |     |     |
| 4    | RKVFC Sithoc        | 4   | 5 | 1 | 1 | 3 | 5  | 6  | -1   |  | RKVFC Sithoc               | 2-3 | 0-1 |     |     | 1-1 | 2-0 |
| 5    | SV Hubentut Fortuna | 4   | 5 | 1 | 1 | 3 | 5  | 10 | -5   |  | SV Hubentut Fortuna        |     | 1-2 | 0-1 |     |     | 2-1 |
| 6    | CRKSV Jong HollandT | 2   | 5 | 0 | 2 | 3 | 2  | 7  | -5   |  | CRKSV Jong HollandT        |     |     | 1-1 |     |     |     |

|  | Qualification pour le Kaya 4 |
|  | T : Tenant du titre          |

#### Kaya 4
| Rang | Équipe              | Pts | J | G | N | P | Bp | Bc | Diff |  | Résultats (▼ dom., ► ext.) | Bar | JCo | Sit | Ban |
| ---- | ------------------- | --- | - | - | - | - | -- | -- | ---- |  | -------------------------- | --- | --- | --- | --- |
| 1    | CSD Barber          | 4   | 3 | 1 | 1 | 1 | 3  | 2  | +1   |  | CSD Barber                 |     | 0-2 | 3-0 | 0-0 |
| 2    | CRKSV Jong Colombia | 4   | 3 | 1 | 1 | 1 | 2  | 1  | +1   |  | CRKSV Jong Colombia        |     |     | 0-1 | 0-0 |
| 3    | RKVFC Sithoc        | 4   | 3 | 1 | 1 | 1 | 2  | 4  | -2   |  | RKVFC Sithoc               |     |     |     | 1-1 |
| 4    | UD Banda Abou       | 3   | 3 | 0 | 3 | 0 | 1  | 1  | 0    |  | UD Banda Abou              |     |     |     |     |

|  | Qualification pour la Kopa Antiano et la finale |
|  | T : Tenant du titre                             |

#### Finale
| 3 décembre 2000 | CRKSV Jong Colombia                       | 2 - 1 | CSD Barber      | Ergilio Hato Stadion, Willemstad |  |
|                 | Eugene Martha 57e · Eder Constancia 90+5e |       | 49e Curley Hooi |                                  |  |

### Championnat de Bonaire

#### Phase régulière
| Rang | Équipe             | Pts | J  | G | N | P | Bp | Bc | Diff |
| ---- | ------------------ | --- | -- | - | - | - | -- | -- | ---- |
| 1    | SV Uruguay         | 27  | 12 | 8 | 3 | 1 | 27 | 9  | +18  |
| 2    | SV Juventus        | 20  | 12 | 6 | 2 | 4 | 29 | 20 | +9   |
| 3    | SV Vitesse         | 18  | 12 | 5 | 3 | 4 | 17 | 16 | +1   |
| 4    | SV EstrellasT      | 17  | 12 | 5 | 2 | 5 | 27 | 15 | +12  |
| 5    | Real Rincon        | 16  | 12 | 4 | 4 | 4 | 16 | 19 | -3   |
| 6    | SV Vespo           | 14  | 12 | 4 | 2 | 6 | 19 | 21 | -2   |
| 7    | Atlétiko Tera Kòrá | 5   | 12 | 1 | 2 | 9 | 10 | 45 | -35  |

|  | Qualification pour le Kaya 4 |
|  | T : Tenant du titre          |

#### Kaya 4
| Rang | Équipe        | Pts | J | G | N | P | Bp | Bc | Diff |
| ---- | ------------- | --- | - | - | - | - | -- | -- | ---- |
| 1    | SV EstrellasT | 11  | 6 | 3 | 2 | 1 | 11 | 9  | +2   |
| 2    | SV Uruguay    | 9   | 6 | 2 | 3 | 1 | 11 | 9  | +2   |
| 3    | SV Vitesse    | 6   | 6 | 1 | 3 | 2 | 11 | 12 | -1   |
| 4    | SV Juventus   | 6   | 6 | 2 | 0 | 4 | 11 | 16 | -5   |

|  | Qualification pour la Kopa Antiano et la finale |
|  | T : Tenant du titre                             |

#### Finale
| Équipe 1        | Résultat | Équipe 2   |
| --------------- | -------- | ---------- |
| 'SV EstrellasT' | 4 - 1    | SV Uruguay |

- Malgré ce titre de champion, le SV Estrellas ne peut pas participer à la Kopa Antiano. Pour une raison indéterminée, c'est le SV Juventus qui est choisi pour représenter l'île de Bonaire dans le tournoi.

### Kopa Antiano

#### Phase de poule
| Rang | Équipe              | Pts | J | G | N | P | Bp | Bc | Diff |  | Résultats (▼ dom., ► ext.) | Juv | JCo | Bar |
| ---- | ------------------- | --- | - | - | - | - | -- | -- | ---- |  | -------------------------- | --- | --- | --- |
| 1    | SV Juventus         | 4   | 2 | 1 | 1 | 0 | 2  | 1  | +1   |  | SV Juventus                |     | 0-0 | 2-1 |
| 2    | CRKSV Jong Colombia | 2   | 2 | 0 | 2 | 0 | 1  | 1  | 0    |  | CRKSV Jong Colombia        |     |     | 1-1 |
| 3    | CSD Barber          | 1   | 2 | 0 | 1 | 1 | 2  | 3  | -1   |  | CSD Barber                 |     |     |     |

#### Finale
| 27 avril 2001 | CRKSV Jong Colombia                                         | 3 - 0 | SV Juventus | Ergilio Hato Stadion, Willemstad |
|               | Edward Straker 6e · Angelo Martina 57e · Elton Obispo 90+2e |       |             |                                  |

## Bilan de la saison
| Championnat des Antilles néerlandaises de football 2000-2001 |                                 |
| Champion                                                     | CRKSV Jong Colombia (11e titre) |
| Qualifications continentales                                 |                                 |
| CFU Club Championship 2001                                   | CRKSV Jong Colombia             |
| CFU Club Championship 2001                                   | SV Juventus                     |
| Promotions et relégations                                    |                                 |
| Promus en Kopa Antiano                                       | Aucun                           |
| Relégués                                                     | Aucun                           |